# 진화를 지지하는 정도
과학자와 대중, 다른 집단의 진화를 지지하는 정도는 생물학적으로 사실로 밝혀진 진화에 대한 수용정도에 대한 지표로 해당 사회의 대중의 과학에 대한 지적 수준을 직접적으로 드러내는 척도가 된다. 교육, 종교, 철학, 과학, 정치 문제와 관련이 있다. 이 주제는 진화에 대한 사회적 반감이 크지만 학교와 대학에서 진화를 가르치는 국가에서 특히 논쟁적이다.
거의 모든(97%)의 과학자 사회가 진화를 생물학적 다양성에 대한 주류 과학 이론으로 받아들인다. 과학 단체들은 지적 설계 지지자들에 의해 제기된 이의를 강력하게 논박해왔다.
미국과 남아프리카, 인도, 대한민국, 싱가포르, 필리핀, 브라질, 그보다 적지만 영국, 아일랜드, 네덜란드, 일본, 이탈리아, 독일, 이스라엘, 호주, 뉴질랜드, 캐나다를 포함한 많은 국가에 자신들의 핵심적인 믿음과 상충하는 진화론을 거부하는 종교적 종파와 교파가 있다.
전미과학한림원의 문서를 비롯하여 여러 출판물이 진화의 수용을 다뤘다.

## 과학적 지지
과학자사회와 학계는 압도적으로 진화론을 생물학, 고생물학, 분자생물학, 유전학, 인류학 등을 온전하고도 유일한 설명으로 지지한다, 1991년 갤럽 조사에 따르면 5%의 미국인 과학자(생물학 전공이 아닌 사람 포함)가 자신을 창조설자로 밝혔다.
게다가, 과학자사회는 창조설의 파생인 지적설계를 비과학적인, 유사과학, 또는 쓰레기과학으로 여긴다. 전미과학한림원은 지적설계"와 다른 초자연적 생명기원 개입의 주장"들은 실험으로 검증될 수 없고, 예측을 하지 않으며, 자신의 새로운 가설을 제안하지 못하므로 과학이 아니라고 진술했다. 2005년 9월 38명의 노벨상 수상자는 "지적 설계는 근본적으로 비과학적이다. 핵심 결론이 초자연적 행위자의 개입에 대한 신념에 기반해있기 때문에 과학적 이론으로서 검증될 수 없다."는 성명을 발표했다. 2005년 10월에 70,000 명 이상의 호주 과학자와 과학교사를 대표하는 모임은 "지적 설계는 과학이 아니다", "모든 점에서 과학 이론의 자격을 얻는데 실패했기 때문에 모든 학교는 지적 설계를 과학으로서 가르치지 말아야 한다."는 성명을 발표했다.
1986년 미국 노벨상 수상자 72명과 미국 과학계 17 곳, 다른 과학회 7곳의 서명을 받은 법정조언자 소견서는 Edwards v. Aguillard 사건에서 미연방대법원에 진화를 가르칠 때 창조과학도 가르치도록 하는 루이지애나 주법을 폐기할 것을 요구했다. 소견서는 또한 "창조과학"이 법에 의해 구체적인 종교적 독단으로 사용되며, "종교 사상을 과학으로 잘못 이름붙여 가르치는 것은 과학 교육에 해롭다"고 진술했다. 이는 그때까지 가장 큰 규모로 이루어진 노벨상 수상자들의 진정서 제출이었다.인류학자 Almquist와 Cronin에 따르면, 그 소견서는 "여태껏 가장 분명하게 과학자가 진화를 지지하는 성명서였다."
세계적으로 많은 과학 및 학술 단체들이 진화론의 지지를 표명했다. 세계에서 가장 큰 일반 과학협회로 130,000명 이상의 회원과 천만 명 이상을 포함하는 262개의 제휴 협회와 과학회에 걸친 미국과학진흥협외(AAAS)도 수차례의 진화를 지지하는 성명과 공보를 냈다. 미국에 과학적 자문을 제공하는 저명한 전미과학한림원은 진화를 지지하고 창조설과 지적설계를 비판하는 책을 여럿 출판했다.
미국에 과학자와 대중 사이 주목할 만한 의견의 격차가 존재한다. 2009년 퓨 리서치 센터 설문조사에 따르면 "거의 모든 과학자(97%)"가 인간과 다른 생명체들이 시간에 걸쳐 진화했다고 (그 중 87%는 자연선택과 같은 자연적 과정으로 진화되었다고) 했다. 그러나 자연적으로 생명체가 진화했다는 과학자들 사이에서 주류인 입장에 대중의 32%만 동의했다."

### 스티브 프로젝트
디스커버리 연구소는 2007년 2월 8일 지적 설계 지지를 표명한 700명 이상의 과학자를 발표했다. 이는 National Center for Science Education이 진화를 지지하는 "유쾌한" 서명인 "스티브 프로젝트"를 만들게끔 했다. 오직 이름이 "스티브"거나 그 파생인 과학자들만이 참여할 수 있었다. 이는 창조설 단체들이 창조설을 지지하는 "과학자"라고 주장하는 명단들을 비꼬고 풍자할 목적이었다. 프로젝트 스티브는 "스티브" 같은 이름만으로 진화를 받아들이는 과학자가 지적 설계를 지지하는 전체보다 더 많음(1370명 이상)을 보였다. Brian Alters의 진화를 지지하는 과학자의 추정치가 99.9%인 이유기도 하다.

## 종교적 지지
| 진화에 대한 답변의 종교적 차이(미국) 진화가 인간 기원에 대한 최고의 설명임에 동의하는 사람들의 백분율 | 진화에 대한 답변의 종교적 차이(미국) 진화가 인간 기원에 대한 최고의 설명임에 동의하는 사람들의 백분율 | 진화에 대한 답변의 종교적 차이(미국) 진화가 인간 기원에 대한 최고의 설명임에 동의하는 사람들의 백분율 | 진화에 대한 답변의 종교적 차이(미국) 진화가 인간 기원에 대한 최고의 설명임에 동의하는 사람들의 백분율 | 진화에 대한 답변의 종교적 차이(미국) 진화가 인간 기원에 대한 최고의 설명임에 동의하는 사람들의 백분율 |
| --- | --- | --- | --- | --- |
| | | | | |
| Buddhist                                                                                              | Buddhist                                                                                              | | 81%                                                                                                   | 81%                                                                                                   |
| Hindu                                                                                                 | Hindu                                                                                                 | | 80%                                                                                                   | 80%                                                                                                   |
| Jewish                                                                                                | Jewish                                                                                                | | 77%                                                                                                   | 77%                                                                                                   |
| Unaffiliated                                                                                          | Unaffiliated                                                                                          | | 72%                                                                                                   | 72%                                                                                                   |
| Catholic                                                                                              | Catholic                                                                                              | | 58%                                                                                                   | 58%                                                                                                   |
| Orthodox                                                                                              | Orthodox                                                                                              | | 54%                                                                                                   | 54%                                                                                                   |
| Mainline Protestant                                                                                   | Mainline Protestant                                                                                   | | 51%                                                                                                   | 51%                                                                                                   |
| Muslim                                                                                                | Muslim                                                                                                | | 45%                                                                                                   | 45%                                                                                                   |
| Hist. Black Protest.                                                                                  | Hist. Black Protest.                                                                                  | | 38%                                                                                                   | 38%                                                                                                   |
| Evang. Protestant                                                                                     | Evang. Protestant                                                                                     | | 24%                                                                                                   | 24%                                                                                                   |
| Mormon                                                                                                | Mormon                                                                                                | | 22%                                                                                                   | 22%                                                                                                   |
| Jehovah's Witnesses                                                                                   | Jehovah's Witnesses                                                                                   | | 8% | 8% |
| 전체 미국인 백분율: 48%출처: Pew Forum                                                                | | | | |

복음주의자로 활동하는 많은 창조설자와 그들의 단체는 면세 종교 기관으로 등록되어 있다. 창조설자는 그들이 진정한 기독교인의 이익을 대변한다고 주장하고, 진화는 오직 무신론과만 관련 있다고 주장한다.
하지만, 모든 종교 단체가 그들의 종교적 신념과 진화가 양립불가하다고 믿진 않는다. 예컨대 McLean v. Arkansas 재판에서 창조과학에 반대한 원고 중 12명은 감리교, 성공회, 천주교, 남침례, 유대 개혁파, 장로교 등을 대표하는 성직자였다. 공립학교에서 진화를 가르치는 걸 지지하는 여러 종교단체가 있다. 여기에 캔터버리 대주교인 로완 윌리암스도 2006년 진화를 지지하는 성명을 발표했다. 성직자 편지 프로젝트는 2004년 조직되어 2012년 5월까지 12,808명의 각기 다른 교파의 미국 기독교 성직자들이 서명한 창조설에 반대하는 성명이었다. National Center for Science Education의 Molleen Matsumura는 미국에서 가장 큰 기독교 교파 12곳에서 최소 77% 사람들이 진화 교육에 찬성함(한 때는 89.6%까지도 올라갔음)을 발견했다. 이러한 종교 집단은 천주교와 개신교의 다양한 분파들(연합 감리 교회, National Baptist Convention, USA, Evangelical Lutheran Church in America, Presbyterian Church (USA), National Baptist Convention of America, African Methodist Episcopal Church, 성공회 등)이 포함되었다. 이 수치는 Walter B. Murfin와 David F. Beck이 분석한 71%와도 비슷하다.
마이클 셔머는 사이언티픽 아메리칸에서 2006년 10월 진화가 가족관, 거짓 회피, 신의, 도덕률, 법규 같은 개념을 뒷받침한다고 주장했다. 또한, 그는 진화가 인간적인 한계를 가진 땜장이가 아니라 전능한 창조자를 지지한다고 주장했다.

## 다른 지지들
진화론을 지지하는 성명을 낸 많은 교육단체들이 있다.
창조과학과 지적설계 지지자들은 반복적으로 미국 법원 소송에서 패했다. 창조설자들이 차질을 겪은 중요한 재판의 목록은 다음과 같다:
- 1968 Epperson v.Arkansas, United States Supreme Court[55]
- 1981 Segraves v. State of California, Supreme Court of California[56]
- 1982 McLean v. Arkansas Board of Education, U.S. Federal Court[57]
- 1987 Edwards v. Aguillard, United States Supreme Court[58]
- 1990 Webster v. New Lenox School District, Seventh Circuit Court of Appeals[59]
- 1994 Peloza v. Capistrano Unified School District, Ninth Circuit Court of Appeals[60]
- 1997 Freiler v. Tangipahoa Parish Board of Education, United States District Court for the Eastern District of Louisiana[61]
- 2000 Rodney LeVake v Independent School District 656, et al., District Court for the Third Judicial District of the State of Minnesota[62]
- 2005 Kitzmiller v. Dover Area School District, US Federal Court[63]
- 2006 Hurst v. Newman US District Court Eastern District of California[64]

## 대중적 지지

인간 진화에 대한 다양한 국가의 수용.

진화생물학의 이해와 진화를 믿는 것 사이의 유의미한 상관관계는 없는 것으로 보인다. 어떤 나라에선 창조설이나 진화론에 대한 지지 부족이 상대적으로 널리 퍼졌다. 미국과 유럽 32개국, 일본에서 진화에 대한 태도를 비교한 Science 연구에 따르면, 미국보다 진화를 덜 받아들이는 국가는 터키뿐이었다(25%). 진화에 대한 대중의 수용은 아이슬란드, 덴마크, 스웨덴에서 80% 이상으로 가장 많았다.

## 경향
진화에 대한 동의는 시간에 따라 변해왔다. 진화의 수용 경향은 추정될 수 있다.

### 다윈 이론의 초기 영향
서로 다른 집단의 진화에 대한 지지는 시간에 따라 달라져왔다. 1858년 출간 이후 20년 안에 다윈의 이론은 거의 대부분의 자연학자를 설득시켰으며, 대중과 보다 진보적인 성직자들에게도 진지하게 받아들여지고 있었다. 극단적으로 1880년에 한 미국 종교 주간지가 "우리의 선도적인 복음주의 교파의 교육받은 목사 중 아마도 1/4 또는 절반이" "창세기 속 인간의 창조와 타락이 탕아에 대한 우화 이상으로 실제 사건의 기록이 아니라고" 느꼈다고 추정했다.
19세기 후반까지, 가장 보수적인 기독교인의 많은 수가 에덴 이전의 원시 지구와 생명을 인정했다. Victorian Era 빅토리아 시대 창조설자들은 오늘날 유신진화론을 믿는 사람들과 유사했다. 심지어 열렬한 반진화론자인 스콥스 재판의 검사 윌리엄스 제닝스 브라이언도 차세기의 "하루"들을 지구의 시대로 해석하여, 생화학적 진화가 일어나 아담과 이브 이야기의 겨우 필선만을 그렸다고 인정했다. 유명한 2차세계대전 이전의 창조설자인 Harry Rimmer는 창세기 설명의 추정되는 빈틈으로 수백만 년을 끼워넣음으로써 오랜 지구 창조설을 허용하고, 노아 홍수가 국지적 현상이었다고 주장했다.
20세기에 수십 년 동안, George McCready Price와 제칠일안식일예수재림교회의 작은 추종자 집단이 Price가 "신격변주의" 이론으로 주장한 젊은 지구 창조설과 전지구적 홍수를 믿는 얼마 안 되는 사람들 중 일부였다. John C. Whitcomb, Jr.,과 Henry M. Morris’의 1961년 책 Genesis Flood이 출판되고 나서야 Price의 사상이 회생했다. 금후 수십년 간 많은 창조설자들이 Price의 신념을 받아들였고, 이어서 더 엄격한 성경 문자주의자가 되었다.

### 최근의 대중
1991년 갤럽 조사에서 미국민의 47%와 대학졸업자의 25%가 "신이 10,000년 이내에 지금과 상당히 닮은 인간을 창조했다"는데 동의했다.
14년 뒤, 2005년 갤럽 조사에서 미국인의 53%가 "성경이 서술하는 그대로 신이 인간을 현재 모습으로 창조했다"는데 동의했다. 설문에 응한 약 2/3(65.5%)가 창조설이 전적으로 또는 아마도 사실이라고 생각했다. 2005년 Newsweek 조사에서 미국인의 80%가 "신이 우주를 창조했다"고 생각했으며, Pew Research Center는 "거의 미국인의 2/3이 공립학교에서 진화와 함께 창조론을 가르쳐야 한다고 응답했다"고 보도했다. Ronald Numbers는 이에 "그중 가장 놀라운 것은 고등학교 생물교사의 상당수(일리노이의 30%와 오하이오의 38%부터 켄터키의 69%)가 창조설 교육에 동의했다는 점이다"라고 의견을 밝혔다.
National Center for Science Education은 1985년부터 2005년까지 진화를 확신하지 못하는 미국인이 7%에서 21%로 늘었고, 진화를 거부하는 미국인이 48%에서 39%로 줄었다고 보고했다. 미시간 주립대학의 Jon Miller는 1985년부터 2005년까지 진화를 받아들이는 미국인이 45%에서 40%로 줄었음을 발견했다.
이러한 상반되는 결과에 비추어, 미국에서 진화에 대한 대중 여론이 어떤지는 알기 어렵다. 양쪽 다 명백한 진보를 이루고 있진 않아 보인다. 그러나 이 주제에 대한 불확실성이 늘고 있는 것으로 보인다.

### 최근 과학계 경향
관련 분야 과학자들의 창조설 지지는 매우 적다. 2007년 디스커버리 연구소는 다윈주의에 반대하는 600명(2001년 100명)의 과학자 명단을 발표했다. 이 성명은 '다위니즘'이 모든 생명 현상을 설명할 수 있을지 그 절대성에 대한 의문(과학 이론에 필수적인 반증 가능성에 부합한다)을 표하며, 진화에 대한 절대적인 부정이나 거부를 대표하고 있지 않다. 반면에, 이를 풍자하는 프로젝트 스티브에서 진화가 "생명과학의 핵심적이고 잘 뒷받침되는 통합적인 원리"라는 데 동의한 '스티브'라는 이름의 과학자 명단은 2015년 11월 24일 1,382개의 서명을 얻었다. 미국인의 약 1%가 스티브라는 이름을 가지고 있다.
디스커버리 연구소 명단의 대부분은 진화와 관련 없는 전공이다. 그 중 3/4는 생물학자가 아니다. 2006년부터는 그 명단에 미국인이 아닌 과학자들도 포함시키고 있다.
일부 연구자들은 진화에 대한 사람들의 수용에 영향을 주는 요소들을 이해하고자 시도하고 있다. 오하이오 주립대학 교육학 조교수 David Haury의 설명에 따르면 그런 연구들은 비일관적인 결과를 내고 있다. 그는 사람들이 진화론을 얼마나 잘 이해했는지와 관계 없이 불확실한 감정을 느끼면 진화를 거부할 가능성이 높음을 발견했다. Haury는 교사들이 학생들에게 직감이 사람을 호도할 수 있고(예컨대 Wason selection task로), 따라서 사상을 합리적으로 판단할 때 이를 주의하도록 가르쳐야 한다고 믿는다.